# 黃翼
黃翼（1528年—？），字子南，湖廣長沙衛官籍直隸無為州人，明朝政治人物。

## 生平
嘉靖二十八年（1549年）己酉科湖廣鄉試第三十一名舉人。嘉靖三十八年（1559年）中式己未科會試第四十七名，二甲第十二名進士。歷官鳳翔府知府，隆慶五年（1571年）正月升江西按察司副使，万历二年（1574年）正月升四川布政司右参政。

## 家族
曾祖黃忠，正千戶；祖父黃虎，正千戶；父黃恩，指揮僉事。母謝氏。具庆下。兄黄宗，指挥佥事；黄斗；黄胃。弟黄軫、黄壁。